# بيغ جو تورنر
بيغ جو تورنر (بالإنجليزية: Joe Turner)‏ هو كاتب أغاني وعازف جاز أمريكي، ولد في 18 مايو 1911 في كانساس سيتي في الولايات المتحدة، وتوفي في 24 نوفمبر 1985 في إنغليووود في الولايات المتحدة.

## وصلات خارجية
- بيغ جو تورنر على موقع IMDb (الإنجليزية)
- بيغ جو تورنر على موقع الموسوعة البريطانية (الإنجليزية)
- بيغ جو تورنر على موقع روتن توميتوز (الإنجليزية)
- بيغ جو تورنر على موقع ميوزك برينز (الإنجليزية)
- بيغ جو تورنر على موقع إن إن دي بي (الإنجليزية)
- بيغ جو تورنر على موقع أول ميوزيك (الإنجليزية)
- بيغ جو تورنر على موقع ديسكوغز (الإنجليزية)
- بيغ جو تورنر على موقع قاعدة بيانات الفيلم (الإنجليزية)